# Уравнение переноса излучения
Уравне́ние перено́са излуче́ния — одно из основных уравнений теории звёздных фотосфер. В наиболее общем виде имеет следующий вид:
{\displaystyle {\frac {dI_{\nu }}{ds}}=-\alpha _{\nu }I_{\nu }+\varepsilon _{\nu }},
где {\displaystyle I_{\nu }} — интенсивность излучения, {\displaystyle ds} — расстояние, на которое излучение переносится, {\displaystyle \alpha _{\nu }} — коэффициент поглощения, {\displaystyle \varepsilon _{\nu }} — коэффициент излучения. Часто уравнение переноса записывают в интегральной форме:
{\displaystyle I_{\nu }=I_{\nu }(0)\cdot e^{-\int \limits _{0}^{s}{\alpha _{\nu }(s')ds'}}+\int \limits _{0}^{s}{\varepsilon _{\nu }(s')\cdot e^{-\int \limits _{s'}^{s}{\alpha _{\nu }(s'')ds''}}ds'}}
Величину {\displaystyle \int \limits _{0}^{s}{\alpha _{\nu }(s')ds'}} называют оптическим расстоянием между двумя точками. При прохождении излучением единичного оптического расстояния интенсивность излучения уменьшается в e раз (если среда не излучает).